# Besseggen

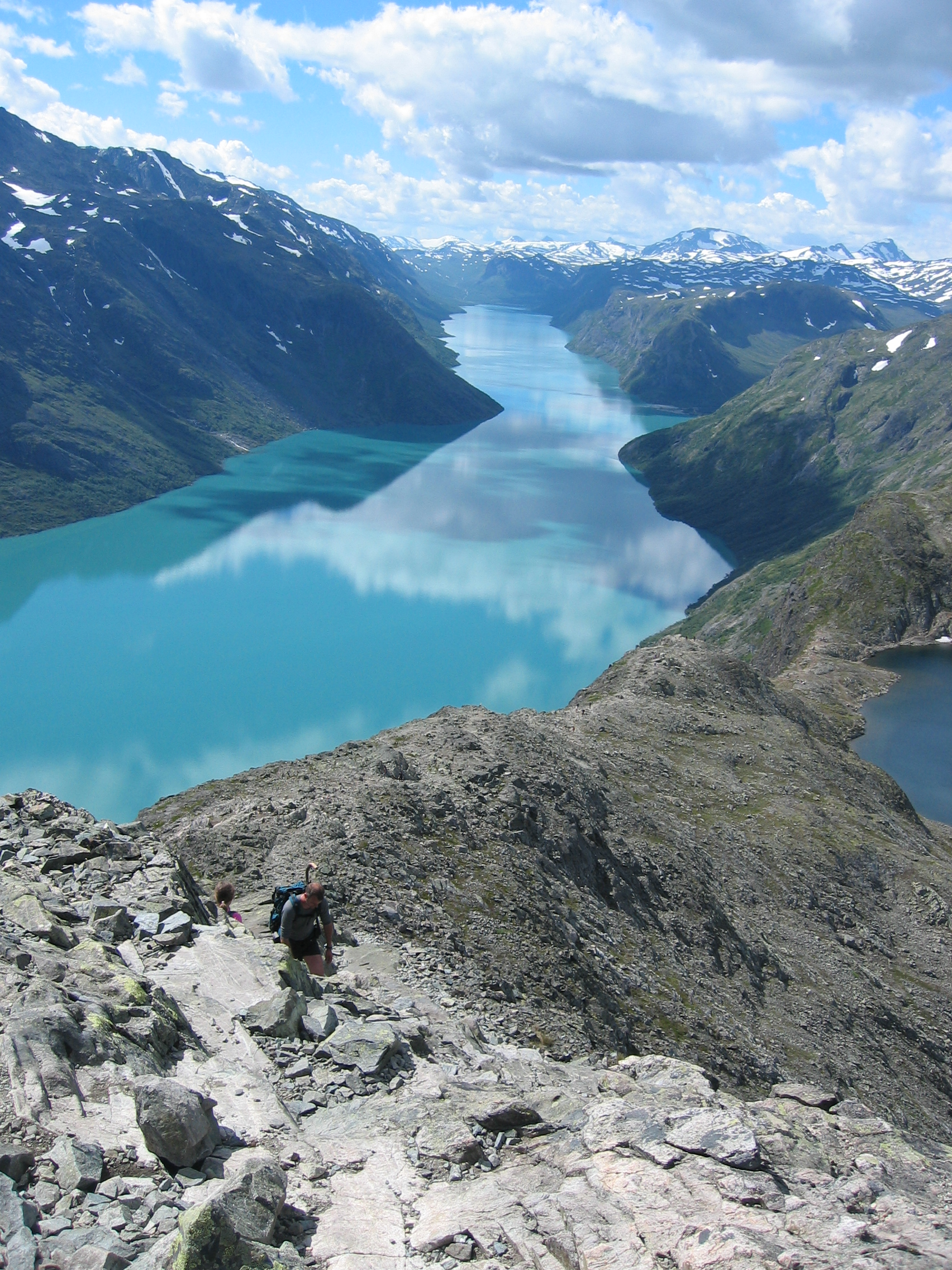
Bergrichel tussen de twee meren

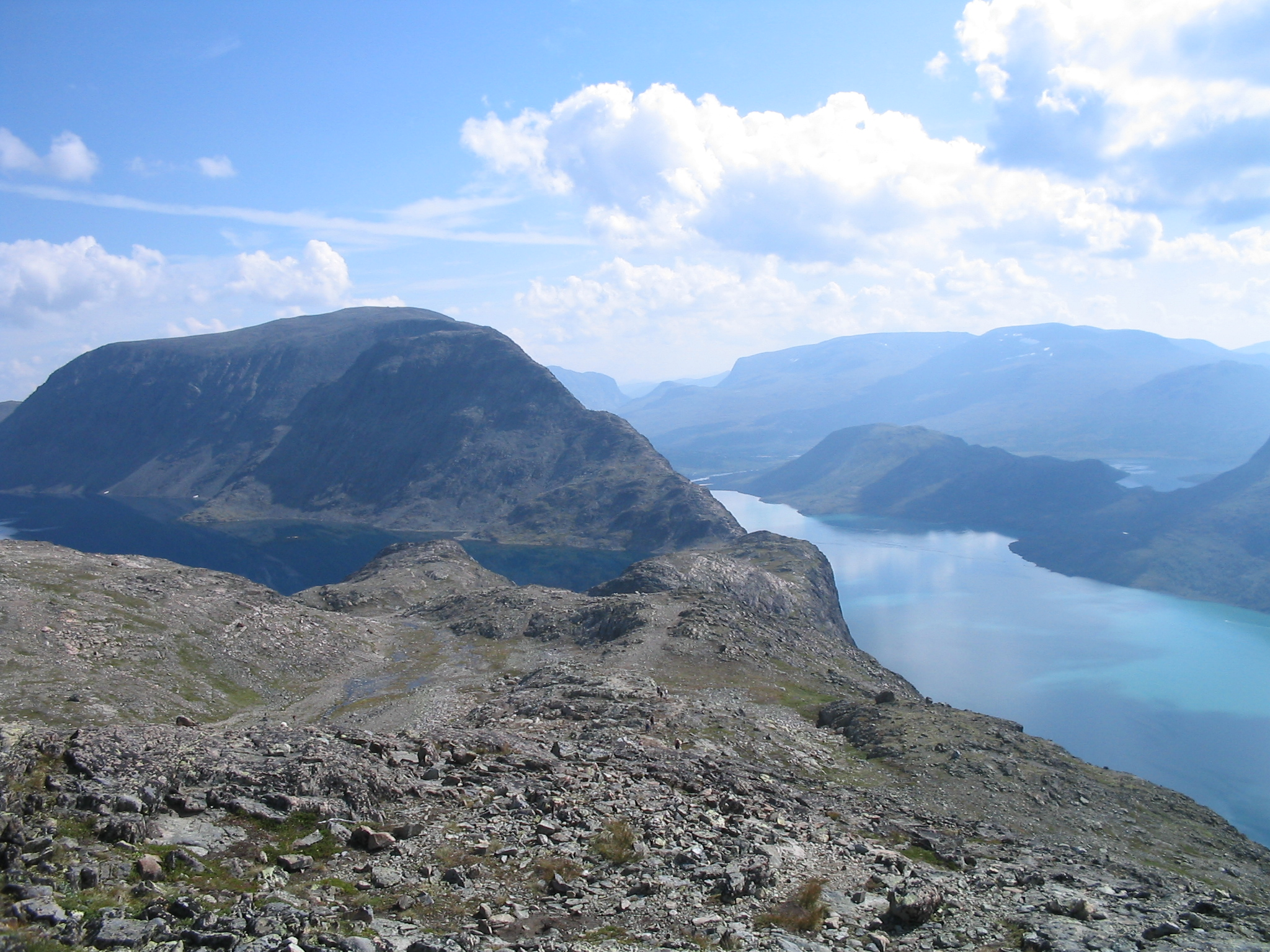
Besseggen met het meer Bessvatnet links en het meer Gjende rechts

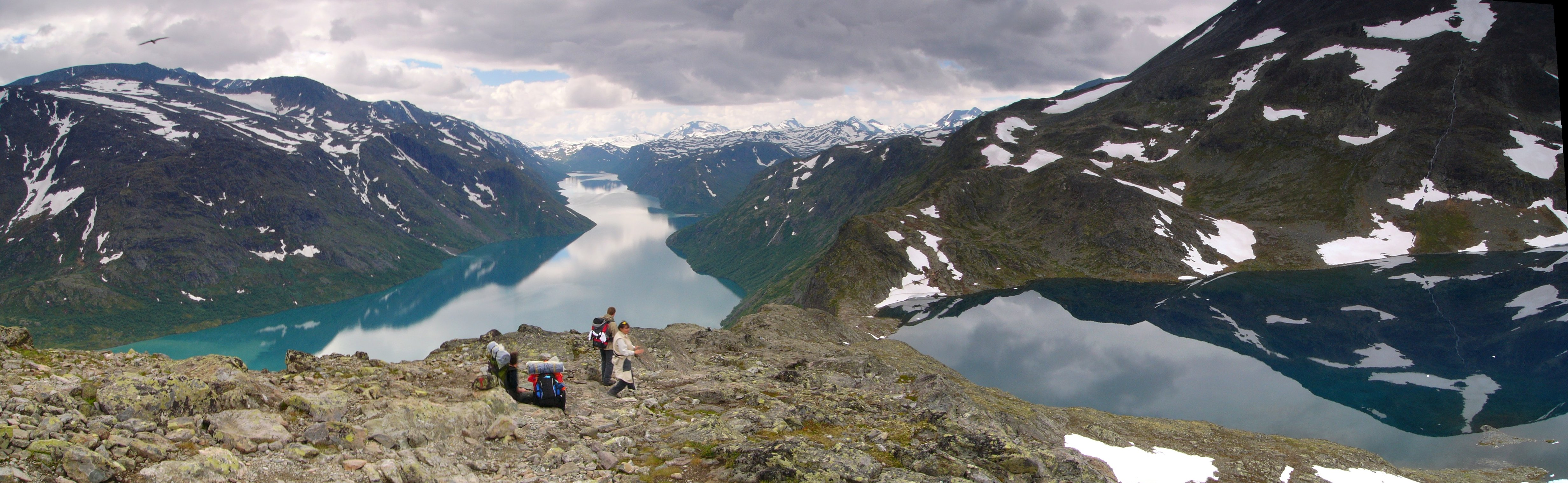
Besseggen gezien vanuit het oosten

Besseggen of Besseggi is een bergkam in de gemeente Vågå in de provincie Innlandet in Noorwegen. Besseggen ligt in het oosten van nationaal park Jotunheimen in de Jotunheimen, tussen de meren Gjende en Bessvatnet.
Over de bergkam loopt een bekende bergwandelroute, die per jaar door circa 40.000 mensen gelopen wordt. De route over Besseggen loopt van Gjendesheim tot Memurubu. Het hoogste punt is de Veslfjellet (1.743 m). De route duurt volgens Den Norske Turistforening circa 6 uur.
Er is een mooi uitzicht over de meren Gjende en Bessvatnet. Kenmerkend voor dit uitzicht is dat het blauwe Bessvatnet bijna 400 meter hoger ligt dan Gjende, dat duidelijk groen kleurt. Verantwoordelijk voor de groene kleur is de klei die met het smeltwater van de gletsjers wordt meegebracht.
Besseggen is bekend van Henrik Ibsens stuk Peer Gynt.